# Jack Leathersich
John Victor « Jack » Leathersich (né le 14 juillet 1990 à Beverly, Massachusetts, États-Unis) est un lanceur de relève gaucher des Cubs de Chicago de la Ligue majeure de baseball.

## Carrière

### Mets de New York
Joueur des River Hawks de l'université du Massachusetts à Lowell, Jack Leathersich est repêché au 5e tour de sélection par les Mets de New York en 2011. De 2011 à 2014, ce lanceur de relève se distingue dans les ligues mineures avec une moyenne de 15,3 retraits sur des prises par 9 manches lancées, mais est en revanche aussi critiqué pour accorder 4,8 buts-sur-balles à l'adversaire par 9 manches au monticule.
Il fait ses débuts dans le baseball majeur avec les Mets de New York le 29 avril 2015 face aux Marlins de Miami.

### Cubs de Chicago
Le 19 novembre 2015, Leathersich est réclamé au ballottage par les Cubs de Chicago.